# Gregorova Vieska
Gregorova Vieska je obec v okrese Lučenec v Banskobystrickém kraji na Slovensku.  Leží v jihozápadní části Lučenské kotliny přibližně 12 km severozápadně od okresního města Lučenec. Žije zde 144 obyvatel.
První písemná zmínka o obci pochází z roku 1393. V obci se nachází zvonice, lidová stavba na půdorysu čtverce.